# Batalla de El Fasher
La batalla de El Fasher fue un enfrentamiento militar por el control de la ciudad de El Fasher en el Estado de Darfur del Norte en el contexto de la tercera guerra civil sudanesa. la primera batalla por la ciudad tuvo lugar entre el 15 y el 20 de abril, y resultó en un alto el fuego que se mantuvo hasta el 12 de mayo. Los enfrentamientos volvieron a estallar entre el 12 y el 29 de mayo, y terminaron con un alto el fuego más estable que duró hasta agosto. En septiembre, la ciudad se había convertido en un refugio para los refugiados de toda la región, y también sufría escasez de alimentos y agua.
Para diciembre de 2023, las Naciones Unidas se preparan para retirar su misión política de Sudán. Nathaniel Raymond, investigador de derechos humanos de la ONU, dijo que "si El Fasher cae, las RSF podrán completar el genocidio iniciado por los Yanyauid a través de la limpieza étnica de aquellos que no han desplazado o asesinado hasta ahora".

## Antecedentes
En diciembre de 2021, se produjeron saqueos y violencia en los alrededores de la antigua base de las Naciones Unidas en la ciudad, que la UNAMID utilizaba logísticamente.

## Batalla

### Primera batalla de la ciudad (15 de abril-2 de mayo)
La ciudad inició los enfrentamientos el mismo día del inicio de la campaña de Darfur por los intentos de las Fuerzas de Apoyo Rápido de ingresar violentamente y la paralela represión de por parte las Fuerzas Armadas de Sudán, posteriormente se dio uno de los primeros altos el fuego del conflicto, luego de que los líderes tribales negociaran una tregua.
El 18 de abril surgieron informes de treinta y un ciudadanos indios varados en El Fasher, lo que llevó al gobierno indio a lanzar la Operación Kaveri.  Médicos Sin Fronteras informó que 136 personas heridas fueron llevadas a sus instalaciones en El Fasher, aunque cada vez era más difícil tratarlas. La organización también afirmó que muchos de los heridos son civiles alcanzados por balas perdidas. Algunos civiles en el área, hablando con Al Jazeera, afirmaron que mientras que tanto las fuerzas de las SAF como las RSF sufrieron bajas, RSF había tomado más. El testigo también declaró que docenas de cuerpos estaban en las calles, sin poder ser recogidos. Un ciudadano indio fue asesinado por una bala perdida.  MSF también afirmó que para el 21 de abril, más de 44 personas habían muerto y 279 habían resultado heridas.  El Sindicato de Médicos Sudaneses informó de nueve muertos y 36 heridos en la ciudad en sus hospitales. Tanto MSF como el SDS afirmaron que no había suficientes suministros para durar tres semanas.
Varios hospitales fueron saqueados en la ciudad, incluido el hospital pediátrico.  El campo de refugiados de Abu Shouk, hogar de más de 100.000 personas desplazadas, fue quemado a finales de abril, junto con el mercado principal de El Fasher. Las imágenes satelitales también revelaron tanques y fuerzas desconocidas que residen en áreas residenciales.
El alto el fuego estaba en vigor desde el 2 de mayo.

### Acuerdo de alto al fuego (25 de abril-12 de mayo)
El 20 de abril, los comandantes de RSF y SAF en El Fasher acordaron un alto el fuego de tres días, negociado por el Comité Civil de Buenos Oficios. En el alto el fuego, las SAF mantendrían posiciones al oeste de la ciudad, y las RSF mantendrían otras en el este, mientras que el centro de El Fasher se desmilitarizaría, solo patrullado por la policía. Los barrios y las sedes de las organizaciones internacionales se confiarían a movimientos rebeldes como los restos del Movimiento por la Justicia y la Igualdad y el Ejército de Liberación de Sudán, ambos signatarios del Acuerdo de Paz de Juba.  La tregua se extendió para ser indefinida el 23 de abril.
Si bien el Hospital Centro Abdelsalam pudo reabrir durante la tregua, el Hospital del Sur todavía se encontraba en una situación desesperada.  Todos los hospitales pudieron reabrir en los días siguientes.  Para el 4 de mayo, la Operación Kaveri había terminado con éxito, y el gobierno indio extrajo a todos los ciudadanos indios de la ciudad.  Minni Minnawi, gobernador de Darfur Occidental, trajo sus tropas de vuelta a El Fasher el 9 de mayo después de que las negociaciones fracasaran en Jartum.

### Se reanudan los enfrentamientos (12 de mayo-presente)
El 12 de mayo, el alto el fuego se vino abajo y los enfrentamientos se reanudaron en El Fasher. RSF quedó bajo el control de varios barrios, y en el centro de la ciudad, los saqueos y las ejecuciones extrajudiciales se hicieron frecuentes a medida que el dinero se agotaba y los bancos cerraban.  Sin embargo, el 14 de mayo, grupos y signatarios del Acuerdo de Juba, junto con los cinco gobernadores de los estados de Darfur, crearon una "Fuerza Conjunta de Darfur" desplegando tropas en la ciudad para celebrar la tregua.